# キュムラス (ロケット)
キュムラス（Kumulus）は1950年代後半にドイツロケット協会（German Rocket Society）が開発した単段式観測ロケット。
5kgのペイロードを搭載して、高度20kmまで到達できた。初の打上げは1959年11月1日で、このときは無線送信機が搭載していたが、バッテリーが推進剤により冷却され送信機が作動しなかった。
打上げは全てCuxhavenで行われたが、ドイツ政府が民間組織のロケット打上げを1964年6月に禁止したことによりロケットの打上げは行われなくなった。

## 性能
- 全重量: 30 kg
- ペイロード: 5.00 kg
- 全長: 3.00 m
- 直径: 0.15 m
- 推力: 4.98 kN
- 高度: 20 km